# Andrzej Podchul
Andrzej Podchul (ur. 27 sierpnia 1948 w Gołdapi) – polski polityk i bankowiec, były wojewoda suwalski.

## Życiorys
Ukończył studia magisterskie na Wydziale Administracyjno–Ekonomicznym w Uniwersytecie Warszawskim. 
Pracował jako finansista w polskiej bankowości od 1970 roku, w tym: 13 lat w Narodowym Banku Polskim Oddział Wojewódzki w Suwałkach, jako główny specjalista, następnie w Powszechnym Banku Kredytowym zajmował stanowisko naczelnika wydziału kredytów przemysłu. 
W 1993 zorganizował w Suwałkach Oddział Powszechnego Banku Gospodarczego S.A. (PBG) Został dyrektorem tego oddziału. Po wchłonięciu PBG przez Pekao S.A został powołany na stanowisko dwóch oddziałów tego banku w Suwałkach. Od 2008 jest na emeryturze.
Należał do Konfederacji Polski Niepodległej, w której był członkiem zespołu doradców Leszka Moczulskiego. W latach 1991–1992 sprawował urząd wojewody suwalskiego.
Po odejściu z administracji rządowej zajął się organizacją Polsko-Litewskiej Izby Gospodarczej w Suwałkach. Został jej pierwszym prezydentem. W okresie od 2003 do 2006 działał w Platformie Obywatelskiej.
W styczniu 2004 uzyskał mandat ławnika Sądu Rejonowego w Suwałkach Wydział Karny, sprawuje go także w kolejnej kadencji w Wydziale Rodzinnym i Nieletnich. 
Odznaczony Krzyżem Kawalerskim Orderu Odrodzenia Polski nadanym w 1995.